# Baszkortostan
Baszkortostan, Baszkiria (Republika Baszkortostanu, ros. Республика Башкортостан, Riespublika Baszkortostan, baszk. Башҡортостан Республикаһы, Başqortostan Respublikahı) – autonomiczna republika, wchodząca w skład Federacji Rosyjskiej.
Położona jest na pograniczu Europy i Azji, na wschód od Wyżyny Nadwołżańskiej, w dorzeczu rzek Ufa, Biełaja i Ural.
W ramach federacji Republika Baszkortostanu graniczy z: Krajem Permskim, obwodem swierdłowskim, obwodem czelabińskim, obwodem orenburskim, Tatarstanem oraz Udmurcją.

## Geografia

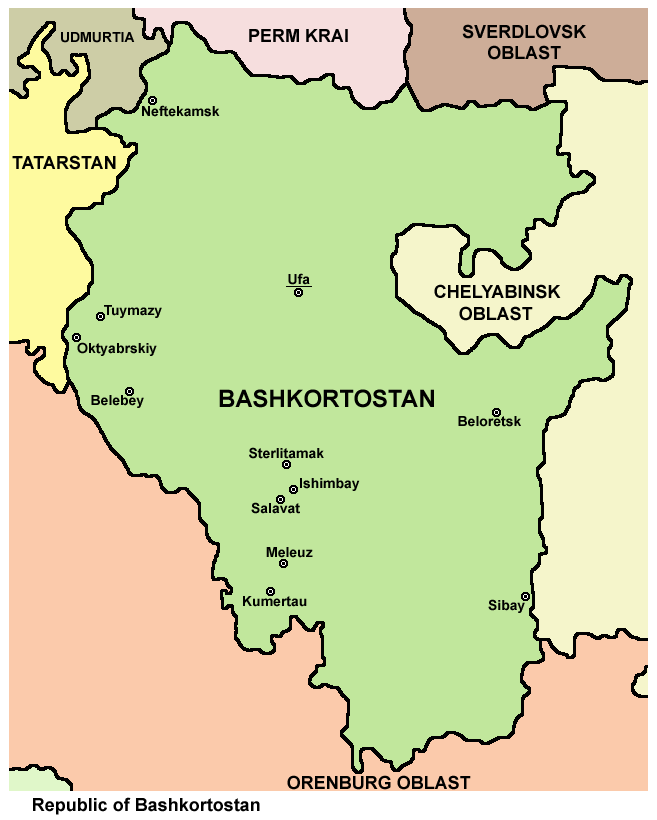

Najwyższą górą republiki jest Jamantau, której wysokość wynosi 1638 m.

### Klimat
Klimat Baszkortostanu wykazuje następujące cechy:
- umiarkowany kontynentalny
- średnia temp. w styczniu -14–-17 °C
- średnia temp. w lipcu 16–20 °C
- średni opad 300–600 mm

### Strefa czasowa
Baszkortostan należy do jekaterynburskiej strefy czasowej (YEKT). UTC +5:00 przez cały rok. Wcześniej, przed 27 marca 2011 roku, obowiązywał czas standardowy (zimowy) strefy UTC+5:00, a czas letni – UTC+6:00.

### Przynależność do okręgów federalnych i  regionów ekonomicznych
Baszkortostan jest częścią Nadwołżańskiego Okręgu Federalnego oraz Uralskiego Regionu Ekonomicznego.

## Historia

### Podbój Baszkirii
Baszkirzy są jednym z najstarszych narodów Eurazji, który uformował się jako odrębny etnos na terenie Południowego Uralu w pierwszym tysiącleciu naszej ery. Po rozpadzie Złotej Ordy terytorium współczesnego Baszkortostanu zostało podzielone pomiędzy Chanat Kazański, Chanat Syberyjski oraz Ordę Nogajską. 
Po upadku Kazania w październiku 1552 roku Baszkortostan faktycznie został zdobyty przez Rosję i przekształcony w wewnętrzną kolonię. Od tego czasu wobec Baszkirów prowadzono stopniowo, lecz systematycznie politykę asymilacji i rusyfikacji. Równocześnie rosyjscy przedsiębiorcy dążyli do pozyskania na Uralu ziem dla zdobywania futer oraz eksploatacji innych zasobów regionu.
Iwan Groźny obiecał nie naruszać ziem, religii i zwyczajów Baszkirów, a także zapewnił im ochronę i opiekę przed wszelkimi wrogami. W związku z tym wielu Baszkirów postrzegało podporządkowanie się Moskwie jako ratunek przed trwającymi wewnętrznymi konfliktami i wojnami. Niemniej jednak, będąc już częścią Państwa Rosyjskiego, naród baszkirski napotkał nowe problemy w postaci ucisku ze strony rosyjskich właścicieli ziemskich i urzędników, a także własnych feudałów.
Z przybyciem Państwa Rosyjskiego na ziemie Baszkirów rozpoczęło się masowe budowanie miast i fortec, będących punktami wsparcia kolonizacji, w których zamieszkiwali "służebni ludzie" i urzędnicy. Za swoją służbę otrzymywali oni od carskiego rządu ziemie odebrane Baszkirom. Ponadto, urzędnicy samowolnie zwiększali sumę poboru daniny od miejscowej ludności, nie dając im możliwości skarżenia się na ich arbitralność.
Z nadejściem dynastii Romanowów w XVII wieku sytuacja Baszkirów uległa pogorszeniu: rozpoczęło się masowe rozkradanie dziedzicznych ziem Baszkirów oraz budowa na nich posterunków, ostrogów, osad, chrześcijańskich klasztorów i zakładów. W XVIII-XIX wieku rozpoczęło się intensywne osiedlanie Baszkirii przez rosyjskich przesiedleńców.
W związku z niezadowoleniem Baszkirów polityką carską i samowolą rosyjskich urzędników, wybuchały ludowe powstania. W XVII-XIX wieku miało miejsce osiem dużych narodowo-wyzwoleńczych powstań narodu baszkirskiego:

- 1662–1664 – powstanie rozpoczęło się z powodu naruszenia dziedzicznych praw do ziemi i arbitralności poborców podatków. Protest został poprowadzony przez dużych właścicieli ziemskich, z których część odmówiła poddaństwa Moskowii i pragnęła odrodzenia niezależnego Chanatu Syberyjskiego. Rząd carski, nie mogąc pokonać powstańców, został zmuszony do zaspokojenia ich głównych żądań dotyczących ziemi i opodatkowania[5].

- 1681–1684 – powstanie przeciwko przymusowej chrystianizacji muzułmanów. Protest poparło Chanat Kałmucki, również będące pod protektoratem Moskowii. Z tego powodu rząd carski został zmuszony do rezygnacji z polityki chrystianizacji muzułmanów, oficjalnie potępił zajmowanie dziedzicznych ziem Baszkirów oraz zaspokoił ich żądania dotyczące przestrzegania warunków przyłączenia Baszkirii do Moskowii[6].

- 1704–1711 – powstanie przeciwko próbie wprowadzenia 72 nowych podatków, w szczególności na meczety, mułłów oraz na każdą osobę przychodzącą na modlitwę. W carskim ukazie nakazano również budować meczety na wzór chrześcijańskich świątyń, zakładać cmentarze obok meczetów, rejestrować zawieranie małżeństw i zgony wiernych przez mułłów wyłącznie w obecności prawosławnego kapłana. Ponadto, od Baszkirów zażądano dostarczenia 20 000 koni i 4 000 wojowników na wojnę ze Szwedami. W szczytowym momencie powstania baszkirska szlachta odmówiła poddaństwa Moskowii. W 1707 roku proklamowano utworzenie Chanatu Baszkirskiego, pozostającego w zależności wasalnej od Chanatu Krymskiego i Imperium Osmańskiego. Chazi Akkuśkarow, jeden z liderów powstańczych, został ogłoszony chanem baszkirskim na radzie starszyzny. Moskale byli zmuszeni zgodzić się na wszystkie żądania Baszkirów, aby zapobiec rozszerzeniu powstania na inne terytoria. Według niektórych źródeł, Baszkirzy ponownie złożyli przysięgę wierności cesarzowi rosyjskiemu dopiero w 1725 roku[7].

- 1735–1740 – powstanie było odpowiedzią na organizację przez władzę carską Orenburskiej ekspedycji wojskowo-politycznej, mającej na celu ustanowienie w Baszkortostanie porządków kolonialnych. Ekspedycja karna pod dowództwem rosyjskiego generała Rumiancewa podczas tłumienia powstania zabiła, straciła lub zesłała na katorgę od 40 do 60 tysięcy Baszkirów. Zostało również spalonych ponad 250 osad oraz główna meczet. Baszkortostan został pozbawiony niemal wszystkich praw i wolności, jednak powstańcy kontynuowali zbrojną walkę partyzancką w górach Uralu. Po brutalnym stłumieniu powstania, wiele dziedzicznych ziem Baszkirów zostało odebranych i przekazanych służebnym mieszczanom. Wśród baszkirskich historyków represje z lat 1735–1740 są uważane za pierwszy akt ludobójstwa narodu baszkirskiego. Według obliczeń amerykańskiego historyka Altona Stuarta Donnelly'ego, zginął co czwarty Baszkir[8].

- W 1747 r. miało miejsce kolejne antymoskiewskie powstanie, wywołane wzrostem podatków. Protest udało się szybko stłumić. Przywódców powstania zesłano na wieczną katorgę do twierdzy Rogervik, pozostałych uczestników poddano karom cielesnym lub zesłano poza granice regionu.

- 1755–1756 – narodowo-wyzwoleńcze powstanie narodu baszkirskiego, wywołane zajęciem ziem dziedzicznych Baszkirów, wzrostem podatków, próbami chrystianizacji muzułmanów, samowolą administracji guberni orenburskiej. Mullah Abdullah Aliyev, znany jako Batyrsha, wezwał Baszkirów, Tatarów, Kazachów i Uzbeków do "świętej wojny", jednak masowo wystąpili tylko Baszkirzy. Główne siły powstańców pod naporem wojsk rosyjskich wycofały się do Kazachstanu. Moskiewskie władze przy pomocy przekupstwa uzyskały wydanie Baszkirów. Spośród ukrywających się u Kazachów powstańców (50 tysięcy żołnierzy i członków ich rodzin) do domu wróciło nie więcej niż 12-15 tysięcy osób[9].

- 1773–1775 – najbardziej masowe ruchy powstańcze, znane jako powstanie pod przewodnictwem Jemieliana Pugaczowa. Rozpoczęli je miejscowi Kozacy. Wkrótce do Kozaków dołączyli Baszkirzy, Tatarzy, Kałmucy, Kazachowie, Czuwasze, uralscy chłopi fabryczni i inni. Powstanie objęło ogromne terytorium, zajęto wiele miasteczek, twierdz i fabryk. Baszkirom Jemielian Pugaczow, ogłaszający się cesarzem Piotrem III, obiecał niepodległość, dlatego dwie trzecie rodów przeszły na jego stronę. Lider powstałych Baszkirów Salawat Jułajew do dziś jest narodowym bohaterem Baszkirii, jego symboliczne wizerunki znajdują się w herbie Republiki Baszkortostanu[10].

- 1834–1835 – ostatnie duże antyfeudalne powstanie Baszkirów, wywołane kolejną próbą władzy rosyjskiej ograniczenia ich praw. W wyniku powstania Baszkirom udało się zachować wolność ekonomiczną i prawną.

Amerykański historyk Elton S. Donnelly badał politykę caratu przyjętą po „włączeniu” Baszkirów do składu Imperium Rosyjskiego i podkreślał fakt, że powstania Baszkirów były zazwyczaj wywołane naruszeniami przez rząd rosyjski warunków wcześniej uzgodnionych między Baszkirami a władzami rosyjskimi. Donnelly dochodzi do wniosku, że Rosja systematycznie prowadziła politykę „imperialistyczną” z konsekwentnym ograniczaniem interesów Baszkirów.
Skutkiem podboju Baszkortostanu było znaczne rozszerzenie terytorium i zwiększenie liczby ludności Imperium Rosyjskiego kosztem utraty przez Baszkirów możliwości stworzenia własnego, odrębnego państwa narodowego.

### Okres władzy radzieckiej
Po Rewolucji Lutowej 1917 roku w regionie rozpoczął się proces baszkirskiego ruchu narodowego na rzecz stworzenia narodowo-terytorialnej autonomii. W lipcu i sierpniu 1917 roku w Orenburgu odbyły się I i II Wszechbaszkirskie Zjazdy (kurultaje), gdzie podjęto decyzję o konieczności utworzenia „republiki demokratycznej na zasadach narodowo-terytorialnych” w składzie federacyjnej Rosji. Wybrana przez pierwszy i ponownie przez drugi zjazd Baszkirska Rada Obwodowa (szuro) działała w Orenburgu.
W celu konsolidacji sił 23 września 1918 roku w Ufie zwołano Państwową Konferencję, bardziej znaną jako Dyrektoriat Ufy, na której podjęto kolektywną decyzję o przekazaniu władzy najwyższej Wszechrosyjskiemu Rządowi Tymczasowemu do czasu zwołania Zgromadzenia Konstytucyjnego. 18 listopada 1918 roku A. Kołczak dokonał zamachu stanu i ogłosił się Najwyższym Władcą Rosji i Najwyższym Naczelnym Dowódcą Sił Zbrojnych Rosji. Admirał Kołczak nie uznawał autonomii baszkirskiej. Wszystkim lokalnym rządom zaproponowano ogłoszenie samolikwidacji. W ten sposób Baszkirzy i Kozacy znaleźli się w trudnej sytuacji. W warunkach rozpoczętego odwrotu do Syberii wojsk Kołczaka, pozostali bez wsparcia w obliczu nadciągających sił Armii Czerwonej. Przywódcy Baszkirskiej Autonomii byli zmuszeni rozpocząć negocjacje z Sowietami.18 lutego 1919 roku Baszkirski rząd i Baszkirski korpus przeszli na stronę ZSRR.
20 marca 1919 roku zawarto „Porozumienie Rządu Robotniczo-Chłopskiego Rosji z Rządem Baszkirskim o autonomii radzieckiej Baszkirii”. Oficjalną datą powstania Baszkirskiej Republiki Radzieckiej jest 23 marca 1919 roku.
W latach 1918–1921 rozpoczęły się masowe antybolszewickie wystąpienia chłopów, wywołane niezadowoleniem z polityki władzy radzieckiej. Powstania zostały stłumione.
W 1936 roku Baszkirskiej ASRR oficjalnie odmówiono przekształcenia w republikę związkową w składzie ZSRR.
23 czerwca 1937 roku uchwalono pierwszą Konstytucję Baszkirskiej ASRR.
Polityka asymilacji i rusyfikacji była szczególnie celowo prowadzona w latach władzy radzieckiej. Rusyfikacja i przymusowe wypieranie języka i kultury baszkirskiej zadały znaczący cios Baszkirom jako narodowi. Władza radziecka skupiła duże siły na wyeliminowaniu „nacjonalizmu” na rzecz stworzenia „człowieka radzieckiego” bez narodowości. Niemniej jednak, na przełomie lat 80-90. XX wieku zaczyna nabierać tempa baszkirski ruch narodowy. W 1988 roku powstała grupa składająca się głównie z przedstawicieli baszkirskiej inteligencji (pisarzy i wykładowców akademickich). Spotkania odbywały się potajemnie, często w mieszkaniach. Powstało Baszkirskie Centrum Ludowe „Ural”, stojące na czele walki o podniesienie statusu państwowego Baszkirii, wspierające uznanie statusu państwowego języka baszkirskiego. Baszkirska organizacja młodzieżowa „Związek Młodzieży Baszkirskiej” również stała się siłą napędową w walce o suwerenny Baszkortostan.

### Okres Federacji Rosyjskiej
11 października 1990 roku, w związku z przyjęciem Deklaracji o suwerenności państwowej, republika została przekształcona w Baszkirską Socjalistyczną Republikę Radziecką — Baszkortostan.
Od 31 marca 1992 roku Republika Baszkortostan znajduje się w składzie Federacji Rosyjskiej.
W 1993 roku przyjęto Konstytucję republiki, która odzwierciedlała wiele dążeń narodu baszkirskiego. Rok później między Republiką Baszkortostan a Federacją Rosyjską podpisano porozumienie federalne o podziale władzy i kompetencji, na mocy którego Baszkortostan uzyskał wiele praw republikańskich w ramach Federacji Rosyjskiej. Jednakże, wraz z dojściem do władzy Władimira Putina, wiele praw republiki zostało ograniczonych. Konstytucja Baszkortostanu została przepisana pod naciskiem Moskwy, wiele artykułów i punktów zostało usuniętych.
Trudna sytuacja społeczno-gospodarcza podczas rządów Putina doprowadziła do nastrojów protestacyjnych w regionie. W 2005 roku tysiące ludzi zgromadziło się w centrum Ufy, stolicy Baszkirii, domagając się przywrócenia świadczeń socjalnych zniesionych nową ustawą o monetyzacji. Domagali się również podwyższenia emerytur i płac.
W odpowiedzi na ograniczenie praw konstytucyjnych i ciągłą rusyfikację, Baszkirowie utworzyli ogólnokrajowe organizacje „Kuk Bure” i „Baszkort” (2014). Organizacje te podnosiły kwestie ochrony praw i interesów narodu baszkirskiego, przywrócenia suwerenności republiki oraz Konstytucji Baszkortostanu z 1993 roku. „Baszkort” organizował masowe akcje publiczne na rzecz suwerenności Baszkortostanu, języka i kultury baszkirskiej, protestował przeciwko represjom wobec działaczy baszkirskiego ruchu narodowego, które trwają od czasu wyboru na prezydenta Władimira Putina.
Przeciwko działaczom, w szczególności liderom „Kuk Bure” i „Baszkorta”, wszczęto postępowania karne, niektórzy uczestnicy otrzymali wyroki więzienia. W 2020 roku „Baszkort” został zakazany.
Jeden z założycieli organizacji, Rusłan Gabbasow, był zmuszony uciec z Rosji i uzyskał azyl polityczny na Litwie. Następnie założył Baszkirskie Centrum Polityczne, które koordynuje działalność polityczną na rzecz niepodległości Republiki Baszkortostanu. Baszkirskie Centrum Polityczne przystąpiło do Ligi Wolnych Narodów, gdzie przedstawiciele ruchów narodowych i regionalnych Federacji Rosyjskiej walczą o niepodległość swoich narodów od Rosji.
Od 2022 roku Baszkirowie tworzą zbrojne podziemie. Główne cele walki to narodowa niepodległość Baszkirii oraz zakończenie przez Rosję wojny z przymusową mobilizacją Baszkirów do swoich sił zbrojnych.
W szeregach Baszkirów, którzy ogłosili plany stawiania zbrojnego oporu Federacji Rosyjskiej, na dzień 19 października 2022 roku znajdowało się 2700 osób. 3 października partyzanci podpalili biuro partii KPRF w Salawacie. 8 października w rejonowym centrum Rejonu Archangielskiego, 65 kilometrów od Ufy, podpalili komisariat wojskowy. Aktywiści domagali się niepodległości republiki oraz protestowali przeciwko udziałowi Baszkirów w wojnie z Ukrainą.

## Demografia
Baszkortostan zamieszkuje około 100 narodowości, wśród których najwięcej jest: Baszkirów 30%,
Rosjan 36%, Tatarów 24%, Czuwaszy, Maryjczyków, Ukraińców i Niemców.

### Narodowości
Zmiany udziału procentowego poszczególnych narodów w populacji republiki (wymieniono tylko narody stanowiące co najmniej 0,5% ludności republiki):
| Narodowość (liczebność i udział procentowy) | spis z 1939       | spis z 1959       | spis z 1970       | spis z 1979       | spis z 1989       | spis z 2002       |
| ------------------------------------------- | ----------------- | ----------------- | ----------------- | ----------------- | ----------------- | ----------------- |
| Baszkirzy                                   | 671 188 (21,2%)   | 737 744 (22,1%)   | 892 248 (23,4%)   | 935 880 (24,3%)   | 863 808 (21,9%)   | 1 221 302 (29,8%) |
| Rosjanie                                    | 1 281 347 (40,6%) | 1 418 147 (42,4%) | 1 546 304 (40,5%) | 1 547 893 (40,3%) | 1 548 291 (39,3%) | 1 490 715 (36,3%) |
| Tatarzy                                     | 777 230 (24,6%)   | 768 566 (23,0%)   | 944 505 (24,7%)   | 940 436 (24,5%)   | 1 120 702 (28,4%) | 990 702 (24,1%)   |
| Maryjczycy                                  | 90 163 (2,9%)     | 93 902 (2,8%)     | 109 638 (2,9%)    | 106 793 (2,8%)    | 105 768 (2,7%)    | 105 829 (2,6%)    |
| pozostali                                   | 339 041 (10,7%)   | 323 250 (9,7%)    | 325 380 (8,5%)    | 313 278 (8,1%)    | 304 544 (7,7%)    | 295 788 (7,2%)    |

### Statystyka demograficzna
Ludność: 4 104 336 (2002)
- według miejsca zamieszkania:
  - ludność miejska: 2 626 613 (70,8%)
  - ludność wiejska: 1 477 723 (29,2%)
- według płci:
  - mężczyźni: 1 923 233 (46,9%)
  - kobiety: 2 181 103 (53,1%)
  - liczba kobiet na 1000 mężczyzn: 1,134
- według wieku
  - średnia wieku: 35,6 lat
  - średnia wieku w mieście: 35,2 lat
  - średnia wieku na wsi: 36,4 lat
  - średnia wieku mężczyzny: 33,4 lat
  - średnia wieku kobiety: 37,7 lat
- Liczba gospodarstw domowych: 1 429 004 (dla populacji 4 066 649)
  - liczba gospodarstw domowych w mieście: 931 417
  - liczba gospodarstw domowych na wsi: 497 587
- Przyrost naturalny – ujemny: –13 693 (–3,4‰) (2005)
  - Liczba urodzeń: 44 094 (10,8‰)
  - Liczba zgonów: 57 787 (14,2‰)

### Populacja Baszkortostanu
| rok  | Liczba ludności |
| ---- | --------------- |
| 1897 | 1 991 000       |
| 1913 | 2 811 000       |
| 1926 | 2 547 000       |
| 1939 | 3 158 000       |
| 1959 | 3 340 000       |
| 1970 | 3 818 000       |
| 1979 | 3 849 000       |
| 1989 | 3 950 000       |
| 2002 | 4 104 000       |
| 2005 | 4 078 800       |

## Podział administracyjny
Baszkortostan podzielony jest na 21 okręgów miejskich (z których jeden dzieli się na 7 rejonów administracyjnych) i 54 rejony. 
| Nazwa                               | Nazwa rosyjska               | Siedziba                                                     | Powierzchnia (km²) | Populacja | Gęstość zaludnienia (os./km²) |
| ----------------------------------- | ---------------------------- | ------------------------------------------------------------ | ------------------ | --------- | ----------------------------- |
| Miasta wydzielone (okręgi miejskie) |                              |                                                              |                    |           |                               |
| Okręg miejski Mieżgorje             | Городской округ Межгорье     | Mieżgorje                                                    | 219                | 17 352    | 79                            |
| Okręg miejski Ufa                   | Городской округ Уфа          | Ufa                                                          | 707,93             | 1 062 319 | 1500                          |
| ↳ Podział administracyjny Ufy       |                              |                                                              |                    |           |                               |
| Rejon diomski                       | Дёмский район                | (brak siedziby; rejon ten jest rejonem składowym miasta Ufa) | 56,37              | 83 203    | 1476                          |
| Rejon kaliniński                    | Калининский район            | (brak siedziby; rejon ten jest rejonem składowym miasta Ufa) | 201,43             | 207 664   | 1031                          |
| Rejon kirowski                      | Кировский район              | (brak siedziby; rejon ten jest rejonem składowym miasta Ufa) | 131                | 174 837   | 1335                          |
| Rejon leniński                      | Ленинский район              | (brak siedziby; rejon ten jest rejonem składowym miasta Ufa) | 70,90              | 91 530    | 1291                          |
| Rejon oktiabrski                    | Октябрьский район            | (brak siedziby; rejon ten jest rejonem składowym miasta Ufa) | 131                | 245 416   | 1873                          |
| Rejon ordżonikidziewski             | Орджоникидзевский район      | (brak siedziby; rejon ten jest rejonem składowym miasta Ufa) | 144,40             | 161 291   | 1117                          |
| Rejon sowiecki                      | Советский район              | (brak siedziby; rejon ten jest rejonem składowym miasta Ufa) | 16,20              | 180 868   | 11 165                        |
| Okręg miejski Agidel                | Городской округ Агидель      | Agidel                                                       | 53                 | 16 370    | 309                           |
| Okręg miejski Bajmak                | Городской округ Баймак       | Bajmak                                                       | 139                | 17 710    | 127                           |
| Okręg miejski Belebej               | Городской округ Белебей      | Belebej                                                      | 34,26              | 60 188    | 1757                          |
| Okręg miejski Biełorieck            | Городской округ Белорецк     | Biełorieck                                                   | 41                 | 68 806    | 1678                          |
| Okręg miejski Birsk                 | Городской округ Бирск        | Birsk                                                        | 77,31              | 41 635    | 539                           |
| Okręg miejski Błagowieszczensk      | Городской округ Благовещенск | Błagowieszczensk                                             | 65                 | 34 239    | 527                           |
| Okręg miejski Diurtiuli             | Городской округ Дюртюли      | Diurtiuli                                                    | 38                 | 31 274    | 823                           |
| Okręg miejski Dawlekanowo           | Городской округ Давлеканово  | Dawlekanowo                                                  | 41                 | 24 073    | 587                           |
| Okręg miejski Iszymbaj              | Городской округ Ишимбай      | Iszymbaj                                                     | 103,47             | 66 259    | 640                           |
| Okręg miejski Kumiertau             | Городской округ Кумертау     | Kumiertau                                                    | 310                | 62 851    | 203                           |
| Okręg miejski Mieleuz               | Городской округ Мелеуз       | Mieleuz                                                      | 32                 | 61 390    | 1900                          |
| Okręg miejski Nieftiekamsk          | Городской округ Нефтекамск   | Nieftiekamsk                                                 | 147,25             | 121 733   | 827                           |
| Okręg miejski Oktiabrskij           | Городской округ Октябрьский  | Oktiabrskij                                                  | 125,83             | 109 474   | 870                           |
| Okręg miejski Saławat               | Городской округ Салават      | Saławat                                                      | 106,23             | 156 095   | 1469                          |
| Okręg miejski Sibaj                 | Городской округ Сибай        | Sibaj                                                        | 157,40             | 62 763    | 399                           |
| Okręg miejski Sterlitamak           | Городской округ Стерлитамак  | Sterlitamak                                                  | 108,52             | 279 626   | 2577                          |
| Okręg miejski Tujmazy               | Городской округ Туймазы      | Tujmazy                                                      | 43                 | 66 836    | 1554                          |
| Okręg miejski Uczały                | Городской округ Учалы        | Uczały                                                       | 56                 | 37 933    | 677                           |
| Okręg miejski Janauł                | Городской округ Янаул        | Janauł                                                       | 26                 | 26 924    | 1036                          |
| Rejony                              |                              |                                                              |                    |           |                               |
| Rejon abzieliłowski                 | Абзелиловский район          | Askarowo                                                     | 4288               | 45 551    | 11                            |
| Rejon alszejewski                   | Альшеевский район            | Rajewski                                                     | 2415               | 43 647    | 18                            |
| Rejon archangielski                 | Архангельский район          | Archangielskoje                                              | 2422               | 18 514    | 7,6                           |
| Rejon askiński                      | Аскинский район              | Askino                                                       | 2542               | 21 272    | 8,4                           |
| Rejon aurgaziński                   | Аургазинский район           | Tołbazy                                                      | 2014               | 36 970    | 18                            |
| Rejon bakaliński                    | Бакалинский район            | Bakały                                                       | 1951               | 28 776    | 15                            |
| Rejon bajmakski                     | Баймакский район             | Bajmak                                                       | 5432               | 40 862    | 7,5                           |
| Rejon bałtaczewski                  | Балтачевский район           | Starobałtaczewo                                              | 1598               | 21 623    | 14                            |
| Rejon bielebiejewski                | Белебеевский район           | Belebej                                                      | 1911,20            | 41 708    | 22                            |
| Rejon biełokatajski                 | Белокатайский район          | Nowobiełokataj                                               | 3037               | 20 169    | 6,6                           |
| Rejon biełoriecki                   | Белорецкий район             | Biełorieck                                                   | 11 302,58          | 38 442    | 3,4                           |
| Rejon biżbulacki                    | Бижбулякский район           | Biżbulak                                                     | 2133,90            | 26 080    | 12                            |
| Rejon birski                        | Бирский район                | Birsk                                                        | 1786,49            | 17 924    | 10                            |
| Rejon błagowarski                   | Благоварский район           | Jasykowo                                                     | 1688,15            | 26 004    | 15                            |
| Rejon błagowieszczeński             | Благовещенский район         | Błagowieszczensk                                             | 2250               | 15 497    | 6,9                           |
| Rejon burziański                    | Бурзянский район             | Starosubchangułowo                                           | 4444               | 16 698    | 3,8                           |
| Rejon burajewski                    | Бураевский район             | Burajewo                                                     | 1820               | 25 154    | 14                            |
| Rejon buzdiacki                     | Буздякский район             | Buzdiak                                                      | 1632,80            | 30 688    | 19                            |
| Rejon gafurijski                    | Гафурийский район            | Krasnousolskij                                               | 3038,02            | 33 869    | 11                            |
| Rejon dawlekanowski                 | Давлекановский район         | Dawlekanowo                                                  | 1907               | 18 392    | 9,6                           |
| Rejon duwański                      | Дуванский район              | Miesiagutowo                                                 | 3243               | 31 068    | 9,6                           |
| Rejon diurtiuliński                 | Дюртюлинский район           | Diurtiuli                                                    | 1670               | 32 701    | 20                            |
| Rejon jermiekiejewski               | Ермекеевский район           | Jermiekiejewo                                                | 1437               | 17 162    | 12                            |
| Rejon zianczuriński                 | Зианчуринский район          | Isiangułowo                                                  | 3342,35            | 27 626    | 8,3                           |
| Rejon ziłairski                     | Зилаирский район             | Ziłair                                                       | 5773,99            | 16 590    | 2,9                           |
| Rejon igliński                      | Иглинский район              | Iglino                                                       | 2450               | 49 675    | 20                            |
| Rejon iliszewski                    | Илишевский район             | Wierchniejarkiejewo                                          | 1980,53            | 34 654    | 17                            |
| Rejon iszymbajski                   | Ишимбайский район            | Iszymbaj                                                     | 4006               | 25 042    | 6,3                           |
| Rejon kałtasiński                   | Калтасинский район           | Kałtasy                                                      | 1548,35            | 26 268    | 17                            |
| Rejon karaidielski                  | Караидельский район          | Karaidiel                                                    | 3786               | 27 945    | 7,4                           |
| Rejon karmaskaliński                | Кармаскалинский район        | Karmaskały                                                   | 1750               | 51 504    | 29                            |
| Rejon kigiński                      | Кигинский район              | Wierchnije Kigi                                              | 1688               | 19 137    | 11                            |
| Rejon krasnokamski                  | Краснокамский район          | Nikoło-Bieriozowka                                           | 1594,92            | 27 986    | 18                            |
| Rejon kugarczyński                  | Кугарчинский район           | Mrakowo                                                      | 3400               | 31 444    | 9,2                           |
| Rejon kujurgaziński                 | Куюргазинский район          | Jermołajewo                                                  | 2235               | 25 125    | 11                            |
| Rejon kusznarienkowski              | Кушнаренковский район        | Kusznarienkowo                                               | 1717,77            | 27 491    | 16                            |
| Rejon mieczetliński                 | Мечетлинский район           | Bolszeustjikinskoje                                          | 1557               | 25 032    | 16                            |
| Rejon mieleuzowski                  | Мелеузовский район           | Mieleuz                                                      | 3234               | 27 159    | 8,4                           |
| Rejon miszkiński                    | Мишкинский район             | Miszkino                                                     | 1689,11            | 25 318    | 15                            |
| Rejon mijakiński                    | Миякинский район             | Kirgiz-Mijaki                                                | 2051,28            | 28 224    | 14                            |
| Rejon nurimanowski                  | Нуримановский район          | Krasnaja Gorka                                               | 2634               | 20 824    | 7,9                           |
| Rejon saławatski                    | Салаватский район            | Małojaz                                                      | 2182               | 26 566    | 12                            |
| Rejon stierlibaszewski              | Стерлибашевский район        | Stierlibaszewo                                               | 1609               | 20 217    | 13                            |
| Rejon stierlitamacki                | Стерлитамакский район        | Sterlitamak                                                  | 2216               | 40 325    | 18                            |
| Rejon tatyszliński                  | Татышлинский район           | Wierchnije Tatyszły                                          | 1376,16            | 25 159    | 18                            |
| Rejon tujmaziński                   | Туймазинский район           | Tujmazy                                                      | 2403               | 64 389    | 27                            |
| Rejon uczaliński                    | Учалинский район             | Uczały                                                       | 4510               | 35 480    | 7,9                           |
| Rejon ufimski                       | Уфимский район               | Ufa                                                          | 1598,77            | 67 067    | 42                            |
| Rejon fiodorowski                   | Фёдоровский район            | Fiodorowka                                                   | 1693,24            | 18 650    | 11                            |
| Rejon chajbulliński                 | Хайбуллинский район          | Akjar                                                        | 3912               | 33 398    | 8,5                           |
| Rejon czekmaguszewski               | Чекмагушевский район         | Czekmagusz                                                   | 1692               | 30 780    | 18                            |
| Rejon czyszmiński                   | Чишминский район             | Cziszmy                                                      | 1823,77            | 52 344    | 29                            |
| Rejon szarański                     | Шаранский район              | Szaran                                                       | 1384               | 22 514    | 16                            |
| Rejon janaulski                     | Янаульский район             | Janauł                                                       | 2094               | 21 210    | 10                            |

## Miasta
Najważniejsze miasta Baszkortostanu pod względem populacji:
| Nazwa            | Nazwa rosyjska  | Populacja |
| ---------------- | --------------- | --------- |
| Ufa              | Уфа             | 1 166 098 |
| Sterlitamak      | Стерлитамак     | 277 410   |
| Saławat          | Салават         | 144 970   |
| Nieftiekamsk     | Нефтекамск      | 133 874   |
| Oktiabrskij      | Октябрьский     | 116 510   |
| Tujmazy          | Туймазы         | 67 209    |
| Biełorieck       | Белорецк        | 62 742    |
| Iszymbaj         | Ишимбай         | 61 978    |
| Belebej          | Белебей         | 58 615    |
| Kumiertau        | Кумертау        | 56 748    |
| Sibaj            | Сибай           | 55 354    |
| Mieleuz          | Мелеуз          | 54 847    |
| Birsk            | Бирск           | 44 611    |
| Uczały           | Учалы           | 35 915    |
| Błagowieszczensk | Благовещенск    | 34 988    |
| Iglino           | Иглино          | 31 169    |
| Diurtiuli        | Дюртюли         | 30 706    |
| Janauł           | Янаул           | 25 908    |
| Cziszmy          | Чишмы           | 22 597    |
| Dawlekanowo      | Давлеканово     | 21 013    |
| Prijutowo        | Приютово        | 19 038    |
| Rajewski         | Раевский        | 18 698    |
| Bajmak           | Баймак          | 17 507    |
| Mieżgorje        | Межгорье        | 15 475    |
| Agidel           | Агидель         | 14 219    |
| Czekmagusz       | Чекмагуш        | 13 024    |
| Miesiagutowo     | Месягутово      | 12 019    |
| Michajłowka      | Михайловка      | 11 389    |
| Krasnousolskij   | Красноусольский | 11 241    |
| Karmaskały       | Кармаскалы      | 11 076    |
| Burajewo         | Бураево         | 10 752    |
| Bakały           | Бакалы          | 10 282    |
| Kandry           | Кандры          | 10 138    |

## Tablice rejestracyjne
Tablice pojazdów zarejestrowanych w Baszkortostanie mają oznaczenie 02 w prawym górnym rogu nad flagą Rosji i literami RUS.

## Surowce naturalne
Republika Baszkortostanu jest jednym z najzasobniejszych w surowce naturalne regionem Rosji. Baszkortostan ma bogate złoża ropy naftowej (był jednym z głównych centrów wydobywania ropy w ZSRR), gazu ziemnego, węgla brunatnego i rud żelaza. Rozwinięte hutnictwo, przemysł chemiczny, maszynowy, drzewny i spożywczy.
Baszkortostan ma też dużo obszarów leśnych. Stanowią one ponad 1/3 terytorium republiki – ok. 62 000 km², z czego ponad 10 000 km² to parki narodowe i miejsca chronione.

## Rolnictwo
Obszary uprawy zbóż, roślin pastewnych, słonecznika i chowu bydła.